# Сара Паркер Ремонд
Сара Паркер Ремонд (6 июня 1824[…], Сейлем, Массачусетс, США — 13 декабря 1894, Рим) — американский лектор, активист и сторонник аболиционизма. Родившись свободной женщиной в штате Массачусетс, она стала международным активистом за права человека и женское избирательное право. Ремонд произнесла свою первую публичную речь против института рабства, когда ей было 16 лет, и выступала с речами аболиционистов по всей северо-восточной части Соединённых Штатов. Один из её братьев, Чарльз Ленокс Ремонд, был известным оратором, и они время от времени вместе гастролировали со своими лекциями об аболиционизме.
В конце концов, став посредником Американского общества по борьбе с рабством, в 1858 году Ремонд решила отправиться в Великобританию, чтобы заручиться поддержкой растущего движения аболиционистов в Соединённых Штатах. Находясь в Лондоне, Реммонд также училась в Бедфордском колледже, читая лекции во время семестровых перерывов. Во время Гражданской войны в США она обратилась к британской общественности за поддержкой Союза и морской блокады Юга. После завершения войны в пользу Союза она обратилась за финансированием для поддержки миллионов недавно освобожденных вольноотпущенников на юге Америки.
Из Англии Ремонд уехала в Италию в 1867 году, где получила медицинское образование во Флоренции и стала врачом. Она почти 20 лет практиковала медицину в Италии и больше не вернулась в Соединённые Штаты, скончавшись в Риме в возрасте 68 лет.

## Биография

### Ранние годы
Ремонд родилась в Сейлеме, штат Массачусетс, и была одним из восьми-одиннадцати детей Джона Ремонда и Нэнси (урождённая Ленокс) Ремонд. Нэнси родилась в Ньютоне, дочь Корнелиуса Ленокса, ветерана войны за независимость, воевавшего в Континентальной армии, и Сюзанны Перри. Джон Ремонд был свободным цветным человеком, иммигрировавшим в Массачусетс из колонии Нидерландов Кюрасао в возрасте 10 лет в 1798 году. Джон и Нэнси поженились в октябре 1807 года в Африканской баптистской церкви в Бостоне.
Когда семья Ремонд хотела отдать своих детей в частную школу, им отказали из-за их расы. После того, как Сару Ремонд и её сестер приняли в местную среднюю школу для девочек, в которой не было сегрегации, их отчислили, поскольку школьный комитет планировал основать отдельную школу для афроамериканских детей. В 1835 году семья Ремонд переехала в Ньюпорт, штат Род-Айленд, где они надеялись найти менее расистскую среду для воспитания и обучения своих детей. Однако школы отказались принимать чернокожих учеников. В итоге Ремонд получила образование в частной школе, которую основали влиятельные афроамериканцы.
В 1841 году семья Ремонд вернулась в Салем. Сара Ремонд продолжила свое образование самостоятельно, посещая концерты и лекции, а также читая книги, брошюры и газеты, заимствованные у друзей или купленные в обществе борьбы с рабством, которое продавало много недорогих книг. Семья Ремонд также принимала в качестве пансионеров студенток, которые посещали местную академию для девочек, в том числе Шарлотту Фортен (позже Гримке).

## Антирабовладельческий активизм
Салем в 1840-х годах была центром борьбы с рабством, и вся семья была привержена растущему аболиционистскому движению в Соединённых Штатах. Дом Ремондов был убежищем для чернокожих и белокожих аболиционистов, и они принимали многих лидеров движения, в том числе Уильяма Ллойда Гаррисона и Уэнделла Филлипса. Джон Ремонд был пожизненным членом Массачусетского общества по борьбе с рабством. Старший брат Сары, Ремонд Чарльз Ленокс Ремонд, был первым чернокожим лектором Американского общества борьбы с рабством и считался ведущим чернокожим аболиционистом. Нэнси Ремонд была одной из основательниц Салемского женского общества против рабства. Вместе со своей матерью и сестрами Сара Ремонд была активным членом женских обществ штата и округа по борьбе с рабством, в том числе Женского общества по борьбе с рабством в Салеме, Общества по борьбе с рабством в Новой Англии и Общества по борьбе с рабством в Массачусетсе. Она также регулярно посещала лекции по борьбе с рабством в Салеме и Бостоне.
При поддержке своей семьи, Сара Ремонд стала лектором по борьбе с рабством, прочитав в июле 1842 года в Гротоне, штат Массачусетс, свою первую лекцию против рабства, в возрасте 16 лет вместе со своим братом. Ремонд приобрела известность среди аболиционистов в 1853 году, когда отказалась сидеть в отдельной театральной секции. Она купила билеты по почте для себя и группы друзей, включая историка Уильяма Нелла, в популярную оперу «Дон Паскуале» в Howard Athenaeum в Бостоне. Когда они прибыли в театр, ей показали раздельные сиденья. Отказавшись сесть на эти места, она была вынуждена покинуть театр. Ремонд подала иск о возмещении ущерба и выиграла дело. Ей присудили 500 долларов, руководство театра призналось в том, что с ней поступили несправедливо. Суд обязал театр объединить все места.

## Образование и последующие годы
С октября 1859 года по июнь 1861 год Ремонд училась в Бедфордском колледже (позже входившем в состав Лондонского университета, а теперь объединённом с Роял Холлоуэй (Royal Holloway University of London)). Она изучала классические академические предметы: французский, латынь, английскую литературу, музыку, историю и ораторское искусство, продолжая читать свои собственные лекции во время каникул в колледже.
Ремонд продолжала участвовать в аболиционистских и феминистских движениях в Великобритании. Сначала она была членом Лондонского комитета по эмансипации, а затем помогла основать и работать в исполнительном комитете Лондонского женского общества эмансипации, которое было организовано в 1863 году. Считается, что Ремонд была единственной чернокожей женщиной, которая была среди 1500 подписавших петицию 1866 года, в которой требовалось право женщин на голосование. Вернувшись ненадолго в США, Ремонд присоединился к Американской ассоциации равных прав, которая боролась за равное избирательное право для женщин и афроамериканцев.
Ремонд продолжила обучение в Университетском колледже Лондона, получив диплом медсестры. Затем, в возрасте 42 лет в 1867 году, она навсегда переехала во Флоренцию. Она поступила в школу при больнице Оспедале ди Санта-Мария-Нуова (Ospedale di Santa Maria Nuova) как студентка-медик. В то время школа была одной из самых престижных медицинских школ в Европе. Окончив учёбу и став врачом, она много лет оставалась во Флоренции, затем жила в Риме. Ремонд занималась медициной более 20 лет, так и не вернувшись в Соединённые Штаты.
25 апреля 1877 года в Италии Ремонд вышла замуж за Лаццаро Пинтор (1833—1913), итальянского служащего родом из Сардинии. К 1880-м годам Ремонд Пинтор переехала в Рим. Ремонд умерла 13 декабря 1894 года в Риме. Она похоронена на Римском некатолическом кладбище.

## Наследие
В 1999 году Капитолий штата Массачусетс почтил память шести выдающихся женщин штата, установив серию из шести высоких мраморных панелей с бронзовыми бюстами каждой: бюсты Ремонд, Доротеи Дикс, Флоренс Ласкомб, Мэри Кенни О’Салливан, Джозефины Сен-Пьер Раффин и Люси Стоун. Две цитаты каждой из этих женщин выгравированы на их собственной мраморной панели. Стена за панелями оклеена обоями из шести правительственных документов, каждый из которых связан с одной или несколькими женщинами.
Антология «Новые дочери Африки» 2019 года под редакцией Маргарет Басби включает в себя две работы Сары Паркер Ремонд: «Почему рабство по-прежнему процветает» и «Негритянская раса в Америке» (письмо редактору The Daily News, Лондон, в 1866 году).
В 2020 году Университетский колледж Лондона переименовал свой Центр изучения расизма и расовой дискриминации в Центр Сары Паркер Ремонд.